# Unenaltic
Unenaltic är en ort i Mexiko.   Den ligger i kommunen Larráinzar och delstaten Chiapas, i den sydöstra delen av landet, 700 km öster om huvudstaden Mexico City. Unenaltic ligger 1 749 meter över havet och antalet invånare är 288.
Terrängen runt Unenaltic är kuperad söderut, men norrut är den bergig. Runt Unenaltic är det ganska tätbefolkat, med 166 invånare per kvadratkilometer. Närmaste större samhälle är Bochil, 14,5 km väster om Unenaltic. I omgivningarna runt Unenaltic växer i huvudsak städsegrön lövskog.